# Tithoës confinis
Tithoës confinis är en skalbaggsart som först beskrevs av François Louis Nompar de Caumont de Laporte 1840.  Tithoës confinis ingår i släktet Tithoës och familjen långhorningar.
Artens utbredningsområde är:
- Angola.
- Mali.
- Niger.
- Senegal.

Inga underarter finns listade i Catalogue of Life.